# Grad Žovnek
Grad Žovnek (tudi Stari grad) stoji na vzpetini (409 mnm) nad Žovneškim jezerom jugozahodno od Braslovč. Nekoč eden največjih gradov na Slovenskem je dobil ime po svobodnih gospodih Žovneških, poznejših Celjskih grofih.

## Zgodovina
Žovneški so si večino svojih gradov zgradili sami. Grad Žovnek je bil prvič omenjen v listinah okoli leta 1130, leta 1144 ter leta 1173 v zvezi z Gebhardom II. Ime glavnega gradu Žovneških se je leta 1278 pojavilo kot Castrum Sevnekke, pozneje pa kot Sannegg, čeprav je na istem pobočju okrog 200 m vzhodneje že pred tem stala utrdba, od katere je ostalo le še nekaj kamnov.  Ime gradu so navajali tudi kot Sonekke, Sonhec, Sanhek, Saunekke, Seunek, Sewnek, Sawnek. Nedvomno je ime povezano s Savno - reko Savinjo. Danes je reka oddaljena od gradu 4 km proti vzhodu, tedaj pa je morda tekla bližje, kar potrjujeta tradicija in oblika tal. Ker se prva dva Žovneška gospoda, Gebhard I. in Leopold I. še ne imenujeta po gradu, verjetno tedaj še ni stal. Prva omemba gradu se ujema s splošno zgodovino nastanka gradov, saj so prve gradove na Slovenskem začeli graditi v 12. stoletju, prej pa je gospoda prebivala v utrjenih dvorih.
Grad so zgradili na gorskem obronku, ki ga na severozahodu ozko sleme veže z Dobroveljsko planoto. Grad se je dal odlično braniti in je bil dobro utrjen. Na slemenu, kjer je bil najbolj ranljiv, so ga varovali trije približno 9 m široki jarki. Osnovna grajska stavba je obsegala pravokotni vhodni stolp z dvižnim mostom (poznogotski portal), dvonadstropni obrambni stolp in dva okrogla vogalna stolpa, na južni strani se je dvigovalo zunanje obzidje, v trinadstropnem stanovanjskem delu pa manjše arkadno dvorišče. Prek jarkov so vodili pridvižni mostovi. Preko njih je pot vodila do stranskega vhoda v grad, ki je imel kot celota obliko nepravilnega trapeza s krajšo vzporednico na vzhodu. Stranski vhod je vodil na podolgovato dvorišče, ki je na jugu segalo do nasipa z obzidjem, na severu do grajskega jedra in na vzhodu do gospodarskih poslopij. Pristava (gospodarska poslopja in hlevi) so bili ob vznožju grajskega hriba.
Grajsko jedro je danes večinoma porušeno, lahko pa ga je ločiti od obzidja, ki je stalo za njim. Glavno poslopje je bilo prostorno in skromno. Imelo je tri trakte, ki so skupaj z obzidjem na severni strani oklepali majhno notranje dvorišče.
V jugozahodnem vogalu jedra je bil »Bergfried«, velik okrogel stolp, s 3,27 m debelimi zidovi, ki še stoje na živi skali. Skupaj z obzidjem pred seboj je učinkovito varoval glavni vhod gradu. Od znožja stolpa so vodile strme kamnite stopnice v globoko dolino. Pritlična vrata so mlajša, gornja v višini prvega nadstropja pa starejša. Ob spodnjem vhodu v stolp se še vidijo ostanki kanala, s katerim so osuševali stolp. V stolpnem zidu so vidni še ostanki stopničastih kanalov, ki so povezovali nadstropja. Poleg glavnega stolpa so dobro ohranjeni tudi ostanki palasa.
Po izumrtju rodbine grofov Vobrških leta 1333 so Žovneški nasledili Celje in se preselili na Celjski grad. Grad Žovnek so do izumrtja Celjskih upravljali njihovi oskrbniki, potem pa med letoma 1446 in 1600 habsburški. Žovneški so svoj družinski grad še vedno negovali. V njem so tudi pogosto prebivali.
V Celjski kroniki je navedeno, da je bil na hribu nad Žovnekom stolp, ki so ga leta 1439 porušili, in je do danes v celoti izginil. Uporabljali so ga verjetno kot opazovalnico. Na Vischerjevi upodobitvi gradu iz leta 1681 je vidna vzhodna stran z glavnim vhodom in porušen stolp.
Gradu so pripadale tudi številne posesti v Savinjski dolini, celotna gospoščina pa je pogosto menjala lastnike.
Leta 1454 je na Žovneškem gradu umrl mož Veronike Deseniške, grof Friderik II. Celjski. Njegov sin Ulrik II. je po kroniki na gradu našel zaklad. Za časa Žovneških je bil grad preprost. Kasnejšo obliko je dobil po požaru leta 1532. V prvi polovici 16. stoletja so Habsburžani grad prodali Adamu Schrattu. Lastniki so se hitro menjavali. Leta 1635 so grad oplenili in razdejali kmečki uporniki. Grad so opustili leta 1816. Zadnji lastnik, ki je na gradu tudi živel, je bil Jožef Čokl pl. Ruhethal, ki pa si je v dolini na vzpetini v Podvrhu zgradil novo klasicistično graščino-dvorec, Novi Žovnek (Ruhethal) in se preselil tja. Za novi dvorec je jemal gradivo z gradu. Po njem je stavba Starega Gradu od leta 1817 postopoma propadala, v začetku 20. stoletja jo je za kratek čas pred propadanjem poskušal obvarovati še baron Edmund Cnobloch. Prekril je okrogli stolp, ki je ohranil streho do 2. svetovne vojne. Med vojno so nemški okupatorji grad dokončno oropali in vredne stvari odnesli v graški muzej.
Po Edmundu Cnoblochu je prevzela njegova soproga Elizabeth von Reininghaus, za njo pa Ivana Ceri-Reininghaus, ki je Zovnek prodala Ani Mariji Huenerman. Ta je bila zadnji lastnik Žovneka, do nacionalizacije v letu 1945.
Restavracija ruševin na pobudo Kulturno zgodovinskega društva iz Braslovč poteka od leta 1993, leta 1996 pa je k prenovi pristopila tudi Občina Braslovče.